# Evan Ljunggren
Nils Evan Harry Ljunggren, född 13 mars 1931 i Vetlanda församling i Jönköpings län, död 15 januari 2020 i Eksjö, var en svensk musikproducent.
Evan Ljunggren gjorde sin första inspelning på 1940-talet. Hans inspelningsstudio Falks studio i Eksjö blev en startpunkt för folkkära artister som Jokkmokks-Jokke, Agnetha Fältskog och Lena Philipsson. Andra artister han arbetade med var Anna-Lena Löfgren, Stålfarfar och Artur Erikson. I antal titlar är Falks studio Sveriges mest produktiva inspelningsstudio. År 2015 uppmärksammade SvT:s kulturmagasin Sverige! Falks studio och Ljunggren som då vid 84 års ålder och fram till sin bortgång fortfarande var verksam. 
Evan Ljunggren var från 1955 gift med Vivi-Anne Ljunggren (1936–2017).